# Léo et Popi (série télévisée d'animation)
Pour les articles homonymes, voir Léo et Popi et Léo et Popi.
 (décembre 2024).
Léo et Popi est une série télévisée d'animation française en 104 épisodes de 2 minutes réalisée par Helen Oxenbury, adaptée de l'œuvre littéraire pour la jeunesse éponyme parut dans le magazine Popi et diffusée entre 1994 et 1997 sur France 3 dans l'émission Le Réveil des Babalous.
Cette série, à destination des plus petits, fut également rediffusée sur Cartoon Network au début des années 2000 le matin et l'après-midi les jours de classe. 

## Synopsis
Léo, un petit garçon âgé de deux ans, découvre la vie et vit ses premières aventures, aux côtés de son inséparable doudou, un singe en peluche prénommé Popi.

## Fiche technique
- Titre : Léo et Popi
- Création : Helen Oxenbury
- Musique : Gérald Roberts, Didier Riey
- Production : Serge Rosenzweig
- Pays d'origine :  France
- Langue d'origine : Français
- Chaîne d'origine : France 3
- Genre : Animation, jeunesse
- Nombre d'épisodes : 104 (5 saisons)
- Durée : 2 minutes
- Date de première diffusion :
  -  France : 1994 sur France 3
- Distributeur international : Mediatoon Distribution (appartenant au groupe Média Participations)

## Voix
- Jean-Claude Donda : Le narrateur

## Épisodes

### Saison 1
1. La Cabane sous la table
2. Léo se déguise
3. Les Premiers Dessins
4. Léo et les ballons
5. Le Toboggan
6. Le Gros Chien
7. Dans le jardin
8. Léo taquine le chat
9. Avec Elsa
10. Léo lave la voiture
11. Le Manège
12. La Baby-sitter
13. La Machine à laver
14. Léo et Popi jouent dans l’escalier
15. Les Coussins
16. Les Cerises
17. Le Goûter
18. Le Chien
19. Le Petit Jardin
20. La Balançoire
21. L’Anniversaire d’Elsa

### Saison 2
1. Un après-midi au parc
2. Avec grand-mère
3. Les Marrons
4. Le Bébé de Jeanne
5. Léo a grandi
6. La Télévision
7. Promenade avec maman
8. La Poussette
9. Dans l’herbe
10. L’Aspirateur
11. La Promenade avec mamie
12. Le Travail de Léo
13. Le Bébé
14. Le Supermarché
15. La Dispute
16. Chez tante Julie
17. Léo fait de la musique
18. Léo et son pot
19. La Baignoire
20. Léo ne peut pas dormir
21. La Lune

### Saison 3
1. Léo part en vacances
2. Un voyage en voiture
3. Le Chapeau
4. Le Château de sable
5. Au bord de l’eau
6. Le Pique-nique à la plage
7. Le Petit Bain
8. Le Château de Léo
9. Le Retour de la plage
10. Le Retour de vacances
11. La Fin des vacances
12. La Promenade à vélo
13. La Cascade
14. Chez mamie
15. La Sieste
16. Les Œufs de Pâques
17. Comme papa
18. Un après-midi chez mamie
19. Le Pique-nique
20. Les Chatouilles avec papa
21. Léo retrouve sa maison

### Saison 4
1. Les Livres
2. La Visite de mamie
3. Léo fait les courses
4. Léo attend Elsa
5. Léo veut aider
6. Léo n’a pas faim
7. La Lettre de mamie
8. Léo attend papa
9. Toute la famille
10. Popi fait un cadeau
11. La Fête des mères
12. Léo au supermarché
13. Léo attend papa
14. Léo et sa nouvelle peluche
15. On promène Popi
16. Un Léo tout beau
17. Popi perdu
18. Le Retour du marché
19. Quel travail un bébé !
20. On recoud Popi
21. Léo a perdu Popi

### Saison 5
1. Demain c’est Noël
2. En hiver
3. Léo décore le sapin
4. Noël dans la rue
5. Le Matin de Noël
6. Léo découvre la neige
7. Un petit cadeau
8. La Luge
9. Maman a la grippe
10. La Brouette
11. Léo et la neige
12. Léo est malade
13. Léo et son livre
14. Léo joue tout seul
15. Léo est enrhumé
16. Les Bottes de Léo
17. La Petite Flaque
18. Léo et son camion
19. Léo et les flaques d’eau
20. La Galette des Rois

## Édition DVD
L'édition DVD comporte 6 volumes :
1. La famille / Les petits rituels
2. L'autonomie / La propreté
3. Les vacances / La plage
4. Les animaux / La nature
5. L'amitié / Jouer au grand
6. C'est l'hiver ! / Joyeux Noël !